# Stoki (Litwa)
Stoki (lit. Stakai) − wieś na Litwie, w gminie rejonowej Soleczniki, 1 km na wschód od Paszek, zamieszkana przez 60 ludzi. Przed II wojną światową w Polsce, w powiecie wileńsko-trockim województwa wileńskiego.
Urodził się tu Narcyz Łopianowski – rotmistrz Wojska Polskiego i major kawalerii Polskich Sił Zbrojnych, medalista międzynarodowych konkursów hippicznych.